# Roșia de Secaș
Roșia de Secaș é uma comuna romena localizada no distrito de Alba, na região histórica da Transilvânia. A comuna possui uma área de 52.30 km² e sua população era de 1619 habitantes segundo o censo de 2007.